# Reazione di Wassermann
La reazione di Wassermann è un test diagnostico per l'accertamento della sifilide. Fu ideato nel 1906 da August von Wassermann.

## Metodo di utilizzo
Il paziente che ha contratto la sifilide ha nel suo siero anticorpi diretti contro il Treponema pallidum. Tuttavia con questo esame non si vanno a ricercare gli anticorpi specifici per il microrganismo, ma la presenza di altri anticorpi, chiamati reagine, che si sono formati per legare la cardiolipina e che quindi non sono specifici per essa. La cardiolipina viene rilasciata dalle cellule del paziente in tutte le malattie in cui si abbia un forte rimaneggiamento cellulare, compresa la sifilide.
La presenza di anticorpi nel siero del paziente viene rilevata con l'utilizzo di:
- cardiolipina animale
- siero immune o presunto tale del paziente, deprivato del complemento, in quanto alterazioni nella funzionalità del sistema del complemento del paziente potrebbero alterare il risultato
- complemento di cavia, che tra tutti gli animali è quello che presenta minori alterazioni

Il complemento, in presenza di un immunocomplesso, determina la lisi della cellula a cui gli anticorpi sono legati, dando un fenomeno visibile anche dall'operatore. Non essendo però la cardiolipina una cellula non è possibile rilevare la formazione di un immunocomplesso e la conseguente attivazione del complemento.
Occorre quindi aggiungere un sistema rivelatore costituito da un immunocomplesso formato da emazie di montone alle quali sono legati anticorpi anti-emazie di montone. Il complemento, attivandosi su tale immunocomplesso determinerà la lisi delle emazie, che darà un fenomeno visibile all'operatore. Se invece il complemento viene consumato per reagire con l'immunocomplesso cardiolipina-reagine, non sarà più disponibile per reagire con il sistema rivelatore.
Perciò la presenza di emolisi corrisponderà ad un risultato Wasserman negativo, mentre l'assenza corrisponderà ad un risultato positivo.

## Limitazioni
Questa procedura diagnostica ha bassa specificità, essendo positivo anche in altre infezioni quali tubercolosi polmonare, mononucleosi, morbillo, toxoplasmosi, varicella, malaria, epatite, lebbra e anche in gravidanza. La reazione è inoltre falsamente positiva anche in caso di Lupus eritematoso sistemico.
Perciò se il paziente risulta positivo occorrono ulteriori accertamenti per la diagnosi definitiva di sifilide.